# Selena O’Hanlon
Selena Jade O’Hanlon (* 21. März 1981 in Salisbury, Wiltshire, Südwestengland) ist eine kanadische Vielseitigkeitsreiterin.

## Werdegang
O’Hanlon wurde in England geboren und zog zweijährig mit ihrer Familie nach Saskatoon. Neunjährig begann O’Hanlon zu reiten. Ihre Mutter Morag O’Hanlon trat ebenfalls in internationalen Vielseitigkeitswettkämpfen an.
2008 startete sie bei den Olympischen Sommerspielen in Peking.
Mit der Equipe gewann sie auf Colombo bei den Weltreiterspielen 2010 die Silbermedaille. Im Einzel belegte sie in Lexington Rang 12. 2011 erreichte sie bei den Panamerikanischen Spielen 2011 auf Foxwood High im mexikanischen Guadalajara mit der Equipe den 2. Platz.
Sie lebt in Kingston (Ontario) und betreibt zusammen mit ihrer Mutter Morag O’Hanlon den Vielseitigkeitsstall „O’Hanlon Eventing“ in Kingston (Ontario).

## Pferde
- Colombo
- Foxwood High
- Be Bold Juliet

## Erfolge

### Championate und Weltcup
- Olympische Spiele
  - 2008: mit Colombo 9. Platz mit der Mannschaft und 45. Platz im Einzel
- Weltreiterspiele
  - 2010: mit Colombo 2. Platz mit der Equipe und 12. Platz im Einzel
  - 2014: mit Foxwood High 6. Platz mit der Equipe und Rang 40 im Einzel
  - 2018: mit Foxwood High 11. Platz mit der Equipe und Rang 27 im Einzel[3]
- Panamerikanische Spiele
  - 2011: mit Foxwood High 2. Platz mit der Equipe und Rang 23 im Einzel